# Chùa Bối Khê
Chùa Bối Khê (tên chữ: Đại Bi tự) là ngôi chùa cổ tại xã Tam Hưng, Thanh Oai, Hà Nội. Ngôi chùa nổi tiếng là một trong số ít các chùa còn lưu lại những dấu vết kiến trúc gỗ nguyên bản thời Trần, đồng thời mang nhiều giá trị nổi bật cho quá trình phát triển của Phật giáo ở đồng bằng Bắc Bộ trong suốt chiều dài lịch sử phong kiến. Chùa cũng là một trong số ít công trình kiến trúc cổ Việt Nam còn lưu lại hình thức đấu củng với tư cách là một thành phần kết cấu chịu lực. Việc nghiên cứu về chùa Bối Khê đã được các học giả Pháp bắt đầu từ những năm 30 của thế kỷ 20 và sau đó là các nhà nghiên cứu Việt Nam thúc đẩy liên tục từ những năm 1960 đến nay. Chùa đã được Bộ trưởng Bộ văn hóa và thông tin xếp hạng là di tích lịch sử văn hóa cấp quốc gia năm 1979.

## Tên gọi
Tên chữ của chùa là Đại Bi tự (chữ Hán:大悲寺), chữ bi nguyên nghĩa là "buồn khổ", gắn liền với cụm "đại từ đại bi" hay "từ bi" là ngôn ngữ Phật giáo chỉ lòng thương xót con người vô hạn của Phật. Chữ "Đại Bi" kết hợp với tượng thờ tại chùa cho thấy nhiều khả năng ngôi chùa vào thời Lý chỉ giành riêng thờ Quan Âm nghìn mắt nghìn tay của Mật tông. Tuy nhiên chùa thường được gọi là chùa Bối Khê do chùa dựng trên đất làng Bối Khê. Sau Cách mạng tháng Tám, hai làng Bối Khê và Phúc Khê hợp nhất lại thành một thôn mới tên là Song Khê.

## Lịch sử
Theo nhiều nhà nghiên cứu (Trần Lâm Biền, Chu Quang Trứ, Hà Văn Tấn) phân tích, so sánh phong cách nghệ thuật trang trí, kiến trúc ở nhiều chùa thì Bối Khê được cho là xây dựng vào khoảng năm 1338, thời Trần. Niên đại này được công nhận rộng rãi trong giới nghiên cứu. Tuy nhiên có giả thiết chùa được khởi dựng từ thời Lý, căn cứ trên khối đá chạm phong cách thời Lý được phát hiện năm 1999 và các văn bia niên hiệu Thái Hòa (1454), Hồng Thuận (1515) đặt tại chùa, văn bia niên hiệu Gia Long (1805) hiện ở Quán Thánh (xã Tiên Phương, Chương Mỹ). Các văn bia này có nhiều đoạn ghi khá rõ khả năng chùa được lập từ thời Lý và mang tên Đại Bi.
Ngôi chùa thời Lý có lẽ đã bị hủy hoại và được trùng tu lớn vào thời Trần. Nhiều kiến trúc và mảng chạm khắc (rồng ở bẩy, chim Garuda ở góc đao) cho thấy niên đại đầu thời Trần. Một điểm đặc biệt trong việc xác định niên đại ở chùa Bối Khê là các nhà nghiên cứu đã tiến hành xét nghiệm đồng vị C14, cho biết niên đại tuyệt đối của một cấu kiện kiến trúc (đấu thuyền kê thượng lương) là 640 ± 50 năm cách ngày nay. Như vậy có thể khẳng định chùa có niên đại ít nhất là từ thời Trần (thế kỉ XIV). Ngoài ra, các văn bia, chi tiết kiến trúc, chạm khắc trang trí và đồ thờ tự trong chùa (một số mang minh văn ghi niên đại tuyệt đối) cho thấy việc trùng tu tôn tạo được diễn ra liên tục xuyên suốt các thời kỳ Lê Sơ, Mạc, Lê Trung Hưng và thời Nguyễn. Việc trùng tu, mở rộng chùa có thể được thống kê lại dựa trên văn bia và cổ vật như sau:
| Năm         | Triều đại     | Niên hiệu              | Tên di vật                                                         | Thông tin về chùa |
| ----------- | ------------- | ---------------------- | ------------------------------------------------------------------ | --- |
| 1382        | Trần          | Xương Phù thứ 6        | Bệ thờ đá ở Thượng điện                                            | Tạc bệ thờ đá hoa sen mới |
| 1453        | Lê Sơ         | Thái Hòa thứ 11        | Bia Bối Động thánh tích bi ký                                      | Nói đến việc sửa chùa |
| 1515        | Lê Sơ         | Hồng Thuận thứ 7       | Bia Đại Bi tự                                                      | Lập am cạnh chùa Trùng tu lầu gác nhỏ, tạo núi Bổ Đà Xây mới nhiều kiến trúc quy mô hoành tráng                                                   |
| 1529        | Mạc           | Minh Đức thứ 3         | Bia Đại Bi tự                                                      | Sửa tượng Phật, hai pho Hộ pháp |
| 1575        | Mạc           | Sùng Khang thứ 10      | Bia Đại Bi tự Hai bộ vì, hai đầu xà nách Năm bình gốm men (đã mất) | Chùa hư hỏng được tu sửa, sửa tượng Phật, quy mô khác trước                                                                                       |
| 1576        | Mạc           | Sùng Khang thứ 11      | Cây đèn gốm (đã mất)                                               | Nói về việc công đức tu sửa chùa |
| 1603        | Lê Trung Hưng | Hoằng Định thứ 3       | Bia Tam quan bi                                                    | Sửa Tam quan và tượng Phật |
| 1628        | Lê Trung Hưng | Vĩnh Tộ thứ 10         | Bia Đại bi tự bi Thượng lương của Tiền đường                       | Sửa chữa, làm nền mới |
| 1766        | Lê Trung Hưng | Cảnh Hưng thứ 27       | Biển gỗ chạm chữ đại tự Phật Tổ am                                 | Biển gỗ ở Hậu cung |
| 1782        | Lê Trung Hưng | Cảnh Hưng thứ 44       | Biển gỗ chạm chữ đại tự Phật Tổ am                                 | Sửa bộ khung Hậu cung |
| 1873 - 1876 | Nguyễn        | Tự Đức thứ 26 - 29     | Bia Đại bi tự thiên gia bi ký (1911)                               | 18 pho tượng La hán (đã mất) Tượng Thích Ca, Thánh tăng, Thổ địa, Văn thù, Phổ hiền Tượng Thiện tài, Long nữ, Thập điện Diêm Vương                |
| 1888        | Nguyễn        | Đồng Khánh thứ 3       | Bia Đại bi tự thiên gia bi ký (1911)                               | Tu sửa Tiền đường, tượng 18 vị La hán |
| 1899        | Nguyễn        | Thành Thái thứ 11      | Câu đối                                                            | Xây Ngũ Không Môn |
| 1900 - 1906 | Nguyễn        | Thành Thái thứ 12 - 18 | Bia Đại bi tự thiên gia bi ký (1911)                               | Làm hai tượng A di đà và bốn tượng Quan âm, đại thế chí (1900) Xây nhà Tịnh đường (1903 - 1905) Xây Sắc đường Bồng lai, thay mới 25 cột gỗ (1906) |
| 1908 - 1916 | Nguyễn        | Duy Tân thứ 2 - 10     | Bia Đại bi tự thiên gia bi ký (1911) chuông đồng thượng lương      | Đúc chuông (1908) Dựng bia Đại bi tự thiên gia bi ký (1911) Sửa tam quan (1916)                                                                   |
| 1923        | Nguyễn        | Khải Định thứ 8        | Thượng lương, bờ nóc                                               | sửa Tiền đường |

Sang đầu thế kỉ XIX, chùa Bối Khê đã bị xuống cấp nặng nề. Năm 2004, Bộ Văn hóa và Thông tin, Uỷ ban nhân dân tỉnh Hà Tây phê duyệt "Dự án đầu tư bảo tồn, tu bổ, tôn tạo và phục hồi di tích chùa Bối Khê" do đơn vị tư vấn thiết kế là Văn phòng tư vấn và chuyển giao công nghệ xây dựng (Trường Đại học Kiến trúc Hà Nội) với tổng dự toán đầu tư hơn 13 tỷ đồng. Sở Văn hóa - Thông tin Hà Tây đã tổ chức khởi công bảo tồn, tu bổ lại chùa. Theo đó, hạng mục nhà Tổ, nhà Mẫu đã được dịch chuyển theo hướng Bắc; đồng thời di dời toàn bộ diện tích và cơ sở vật chất Trường Tiểu học Tam Hưng nằm ở phía trước bên phải Ngũ Không Môn để mở rộng khuôn viên và kè giếng hai bên sân trong ngôi chùa.

## Thờ tự

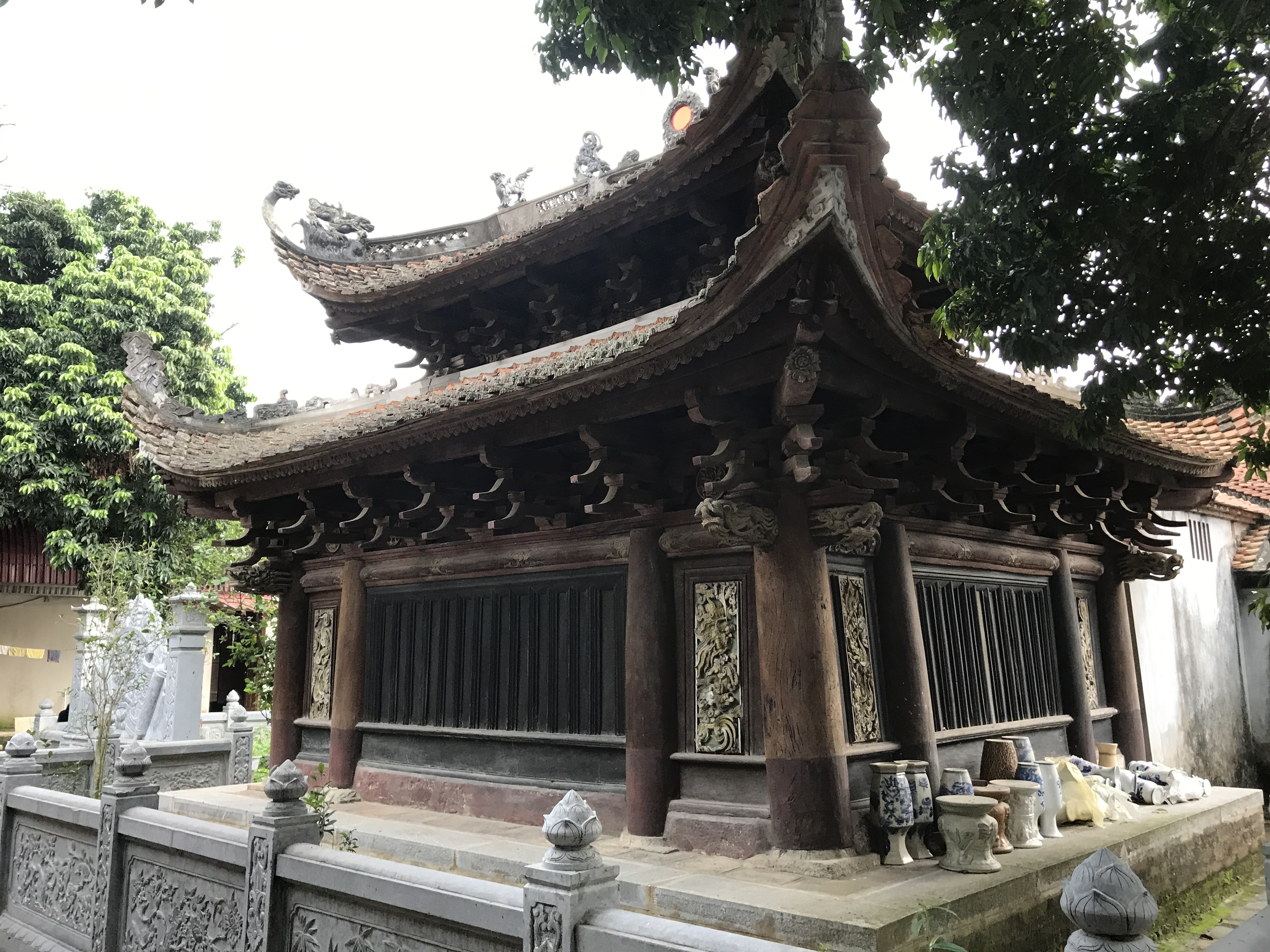
Phần Điện thờ Thánh ở phía sau chùa

Chùa Bối Khê là một ngôi chùa đặc trưng cho dạng thức "tiền Phật, hậu Thánh". Chùa thờ Phật ở phía trước. Tuy nhiên các pho tượng được văn bia mô tả trước thời Nguyễn đều không còn, chỉ trừ hai pho tượng Quan âm nghìn mắt nghìn tay và Bà Hậu (thời Mạc) ở vị trí tôn chủ của Thượng điện. Điều này để hiện tính Mật tông và Tịnh độ tông đã lấn lướt tính Thiền tông.
Chùa Bối Khê là một ví dụ điển hình cho sự hòa quyện giữa Phật giáo và Đạo giáo. Chùa thờ Đức Thánh Bối ở phía sau. Đức Thánh Bối là người làng Bối, sinh thời Ngài tu tại chùa Bối Khê. Ngài có công giúp vua Trần đánh giặc ngoại xâm nên được vua Trần phong cho làm Thượng đẳng thần. Chùa Bối Khê có một Thánh điện với nhiều tượng thờ nhất trong số các chùa "tiền Phật hậu Thánh" hiện biết. Điều này thể hiện rõ nét tính chất hòa nhập tôn giáo ở ngôi chùa đồng bằng Bắc Bộ.
Đức Thánh Bối là một nhân vật lịch sử - tôn giáo đã tạo nên mối quan hệ đặc biệt giữa chùa Bối Khê và chùa Trăm Gian đồng thời là sự liên kết giữa hai làng, hai vùng đất (Bối Khê - Tiên Lữ/Tứ Bích) trên phương diện tôn giáo. Hai ngôi chùa đều thờ chung Thánh Nguyễn Bình An. Cũng do thờ chung Thánh nên từ xưa, hai làng đã có tục "kết chạ" (tức là kết nghĩa anh em) duy trì cho tới ngày nay.
Truyền thuyết ở cả hai làng kể rằng, vào cuối thời Trần (thế kỷ XIII), ở vùng Bối Khê có bà mẹ trẻ, do dẫm chân vào vết chân người khổng lồ trên đá mà hoài thai sinh ra một cậu con trai. Cậu bé rất khôi ngô, đĩnh ngộ, thuở nhỏ, do nhà nghèo, cậu bé thường nương náu cửa chùa làng và sau đó đi tu. Đó là Nhà sư - đạo sĩ Nguyễn Bình An. Nhà sư đã có công sửa sang lại chùa Bối Khê. Sau đó, Người lại trụ trì chùa Trăm Gian (xã Tiên Phương, Chương Mỹ), cách Bối Khê chừng 20 km. Thánh cho đón thợ khéo về mở rộng cảnh chùa. Trong khi thi công, Ngài thường đi guốc trèo lên các hoành, nóc nhà xem xét, trông coi thợ. Để nuôi thợ, Ngài cho nấu một niêu cơm con rồi bước ba bước về quê Bối Khê xin chú thím tương cà. Khi cơm chín, thợ thay nhau vào bắc niêu cơm nhưng không nổi. Ngài chỉ nhón tay nhấc ra, dỡ được ba nong cơm và một nong cháy, cùng tương cà bày cả trăm mâm cỗ, thợ ăn mãi không hết. Ngày nay, ở Quán Thánh, Lương Xá (xã Lam Điền, Chương Mỹ), Ó Vực (xã Thượng Vực, Chương Mỹ) vẫn còn dấu vết chân Ngài, đều được xây bệ và trồng cây cọ đánh dấu, riêng ở Quán Thánh có thêm tảng đá nhô lên là một điểm gắn với hội chùa Trăm Gian.

## Kiến trúc

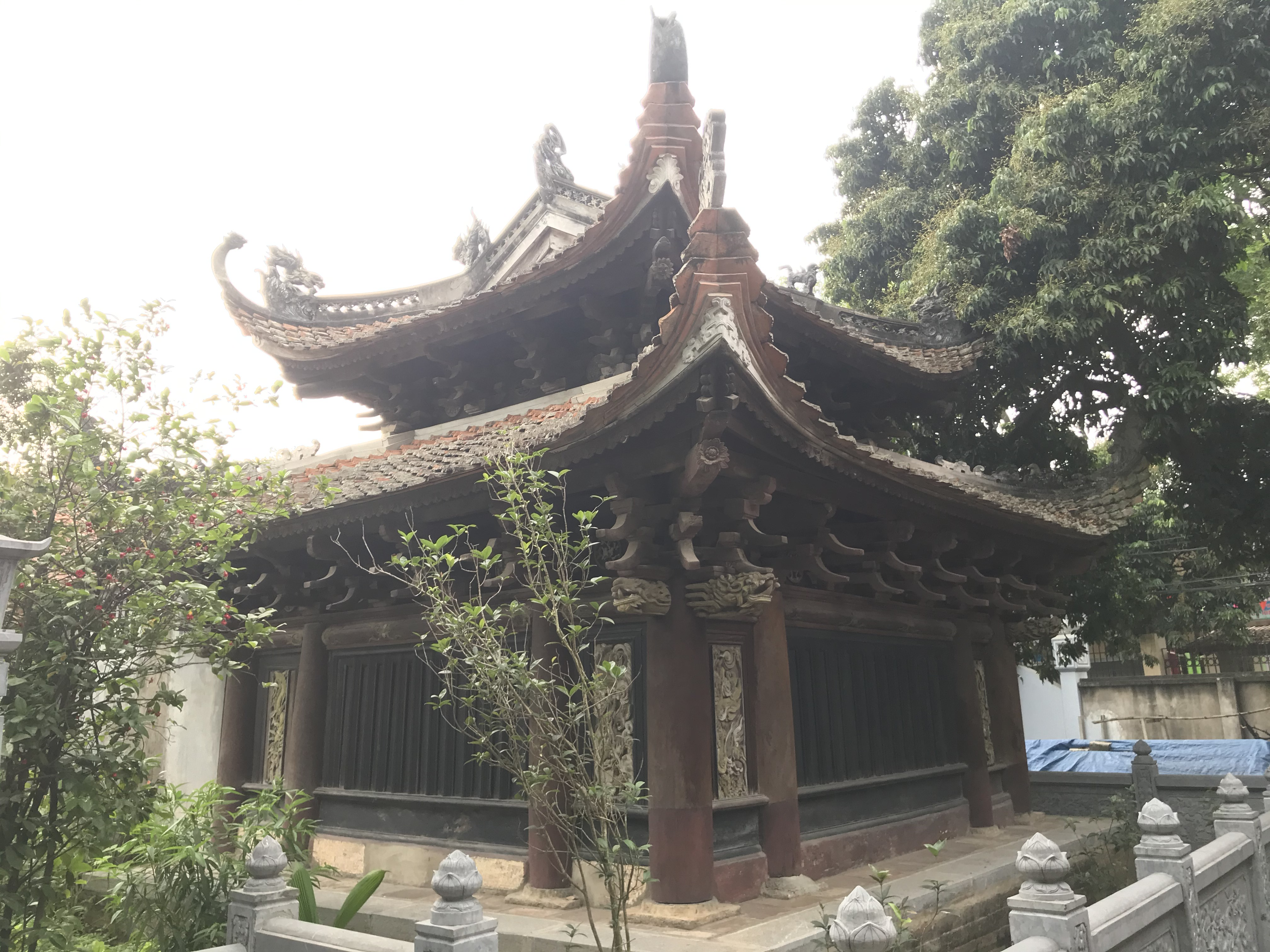
Tầu đao lá mái ở Điện Thánh

Theo trục Tây - Đông (từ ngoài vào), chùa Bối Khê có các kiến trúc lần lượt gồm: năm tháp mộ, đền Đức Ông, sân ngoài, đường lát gạch, Ngũ Không Môn (gồm năm cổng), cầu gạch qua sông Đỗ Động, tam quan, chùa Phật (tiền đường, thiêu hương, thượng điện, hai hành lang), cung Thánh (đại bái, ống muống, hậu cung). Từ chùa Phật đến cung Thánh được bao bằng vòng tường xây tạo thành dạng kiến trúc nội (nhị) công ngoại quốc. Ngoài vòng tường chữ "quốc" (囯) còn có một số kiến trúc khác ở phía Nam và ao, giếng, vườn cây. Chùa Bối Khê là một điển hình của dạng chùa cụm đồng bằng với nhiều lớp kiến trúc gỗ kéo dài theo trục dọc, mở rộng theo tuyến ngang. Đây là một nét mới của kiến trúc Phật giáo Việt Nam, bắt đầu xuất hiện từ thời Trần Tất cả các công trình kiến trúc tại chùa đều mang đặc trưng kiến trúc Việt ngoại trừ công trình cuối cùng là Điện Thánh xuất hiện đấu củng. Trong kết cấu kiến trúc chùa Bối Khê sử dụng rất nhiều đấu kê trên bộ khung nhà nhưng về mặt kết cấu hoàn toàn khác với đấu củng ở tòa Điện Thánh.

### Ngũ Không Môn
Ngũ Không Môn và cầu dẫn đến Tam quan được xây bằng gạch, trang trí với phong cách Nguyễn muộn (cuối thế kỉ XIX - đầu thế kỉ XX) với các đề tài tứ linh, hoa trái, voi ngựa đắp bằng vữa và vẽ lên tường. Niên đại tuyệt đối của Ngũ Môn là 1899. Đây chính là biểu hiện cho tính chất đền thờ của cả quần thể chùa, khẳng định tính hỗn hợp của việc thờ cúng tiền Phật hậu Thánh.

### Tam quan
Tam quan là sản phẩm của nhiều thời kỳ trùng tu khác nhau, song còn lại rõ rệt là thời Nguyễn. Tam quan có hai tầng, tám mái, một gian - hai chái. Chức năng vừa làm cửa ra vào chùa Phật vừa làm Gác chuông. Dấu vết tam quan thời Trần, thời Lê Trung Hưng thể hiện ở chân tảng hoa sen và đầu rồng trên đầu dư tầng hai.

### Chùa Phật
Phần chùa Phật gồm Tiền đường, Thiêu hương, Thượng điện, hai hành lang. Tiền đường gồm một tòa bảy gian: một giữa, hai bên, hai hồi, hai chái. Kết cấu bộ vì theo kiểu "chồng rường - giá chiêng", ngoài ra còn kết cấu kẻ góc cột trốn để nối với hành lang. Gạch bó nền tòa nhà này rõ rệt phong cách Mạc với rồng, phượng, sư tử bố cục trong các khung hình chữ nhật và tròn. Thiêu hương có cùng một cao độ nền với tiền đường, kiến trúc tương tự. Thiêu hương và Tiền đường đều có bộ khung niên đại thời Nguyễn.

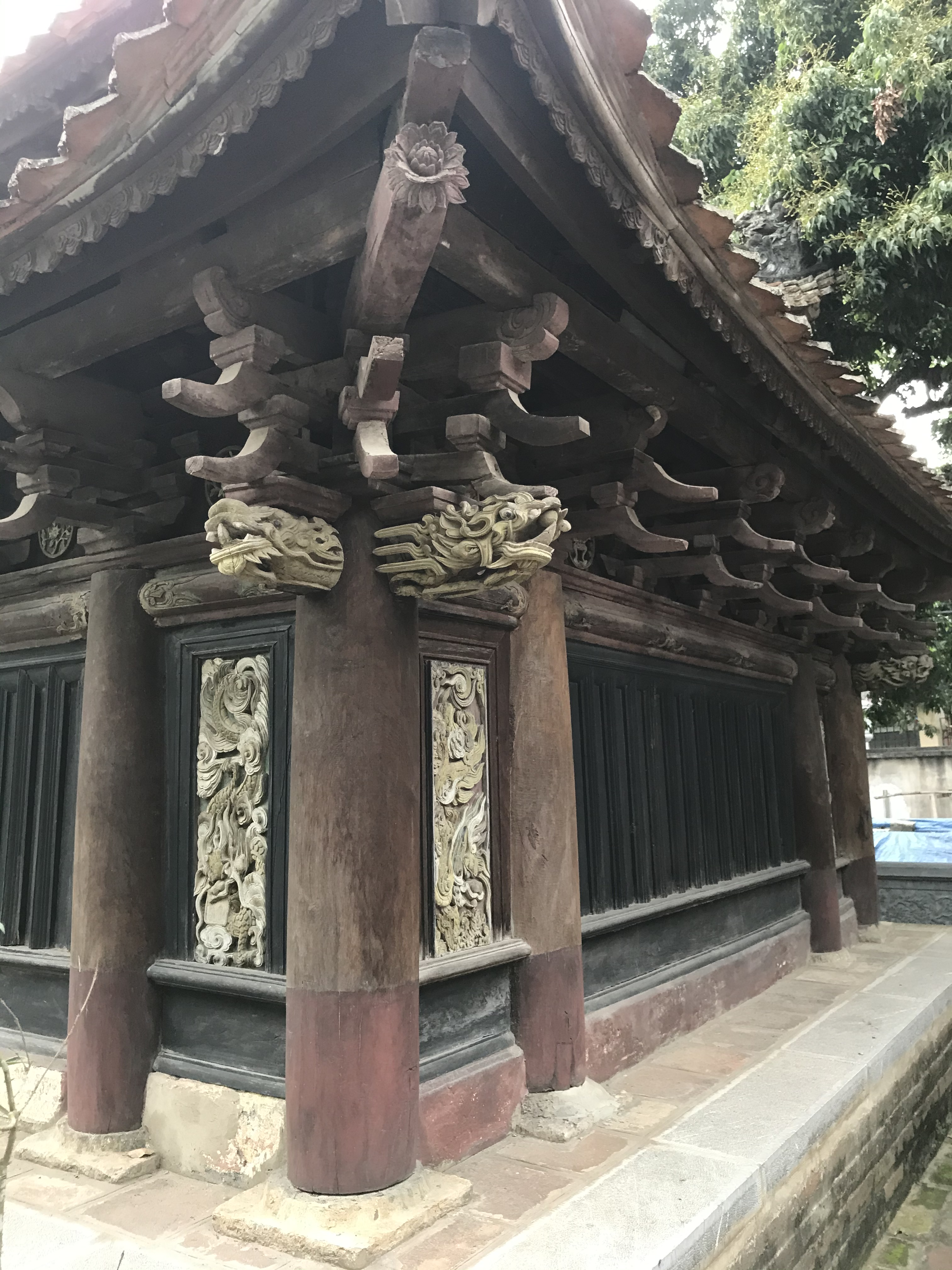
Cận cảnh bộ đấu củng và chạm khắc ở Hậu cung

Thượng điện là kiến trúc một gian - hai chái độc lập. Riêng Thượng điện là kiến trúc có nhiều cấu kiện mang niên đại từ thời Trần. Các cột Thượng điện lớn và thấp, bộ vì kèo có cốn hình lá đề. Đầu các bẩy chạm hình rồng thời Trần, một số đầu đao còn có cả chim thần Garuda. Tuy nhiên, nếu xét về tổng thể thì Thượng điện ngày nay mang đậm dấu ấn thời Mạc (bộ vì chồng rường - giá chiêng, các cấu kiện mập và kích thước lớn, đầu rồng trên đầu xà mặt trước) và cả thời Nguyễn (cột, nền, thành phần bao che, bộ mái). Các dấu vết Trần, Mạc, Nguyễn nói trên đã bị xóa sổ khi tiến hành sửa chữa lớn năm 1995.

### Điện Thánh - Hậu Cung
Phần Điện Thánh gồm ba đơn nguyên kiến trúc: Đại bái, ống muống và Hậu cung theo hình chữ công (工). Điện Thánh được nối với hai hành lang của chùa Phật ở hai gian chái của tòa Đại bái, tạo thành hai chữ "công" và tổng thể "nội (nhị) công ngoại quốc".
Hậu cung điện Thánh là một tòa nhà có mặt bằng gần vuông, kích thước 5,58m × 5,55m (hai cạnh chênh nhau có thể do bộ khung xô lệch qua thời gian). Tòa Hậu Cung này là một ví dụ hiếm hoi về hình thức kiến trúc đấu củng tại Việt Nam. Tuy nhiên khách tham quan ít có dịp chiêm ngưỡng từ bên trong vì khu vực Hậu cung là nơi linh thiêng, không mở cửa rộng rãi. Tòa nhà có kết cấu chồng diêm, tàu đao lá mái. Nhưng lá tàu ở đây có kích thước hẹp hơn các cấu trúc không có đấu củng. Ngoại trừ củng đặt trên bốn đầu cột góc, nhìn xa có thể thấy mỗi mặt mái có 3 cụm củng 3 tầng, kiểu "một đấu hai thăng" hình chữ V. Khác với củng ở gác chuông chùa Keo (Thái Bình), củng ở đây đều là củng xuyên, vừa nhô ra đỡ tầng mái, vừa hỗ trợ hàng xà phía trong. Kẻ góc của cả mái dưới và mái trên đều gác lên các cụm đấu củng ở đầu cột quân và cột cái.
Tuy nhiên, chức năng và kết cấu của củng ở góc đao hoàn toàn khác với củng ở rìa mái. Củng ở 4 góc là củng xuyên chuyển góc, còn củng ở rìa mái là củng hai phương, một chiếc đặt ở trung tâm còn hệ thống đấu ở hai bên củng trung tâm là đấu chạm nổi trên ván. Vì vậy củng ở rìa mái chỉ là giả củng. Một đặc điểm khác của củng ở chùa Bối Khê là củng không có loan cong.

### Cây sen đất

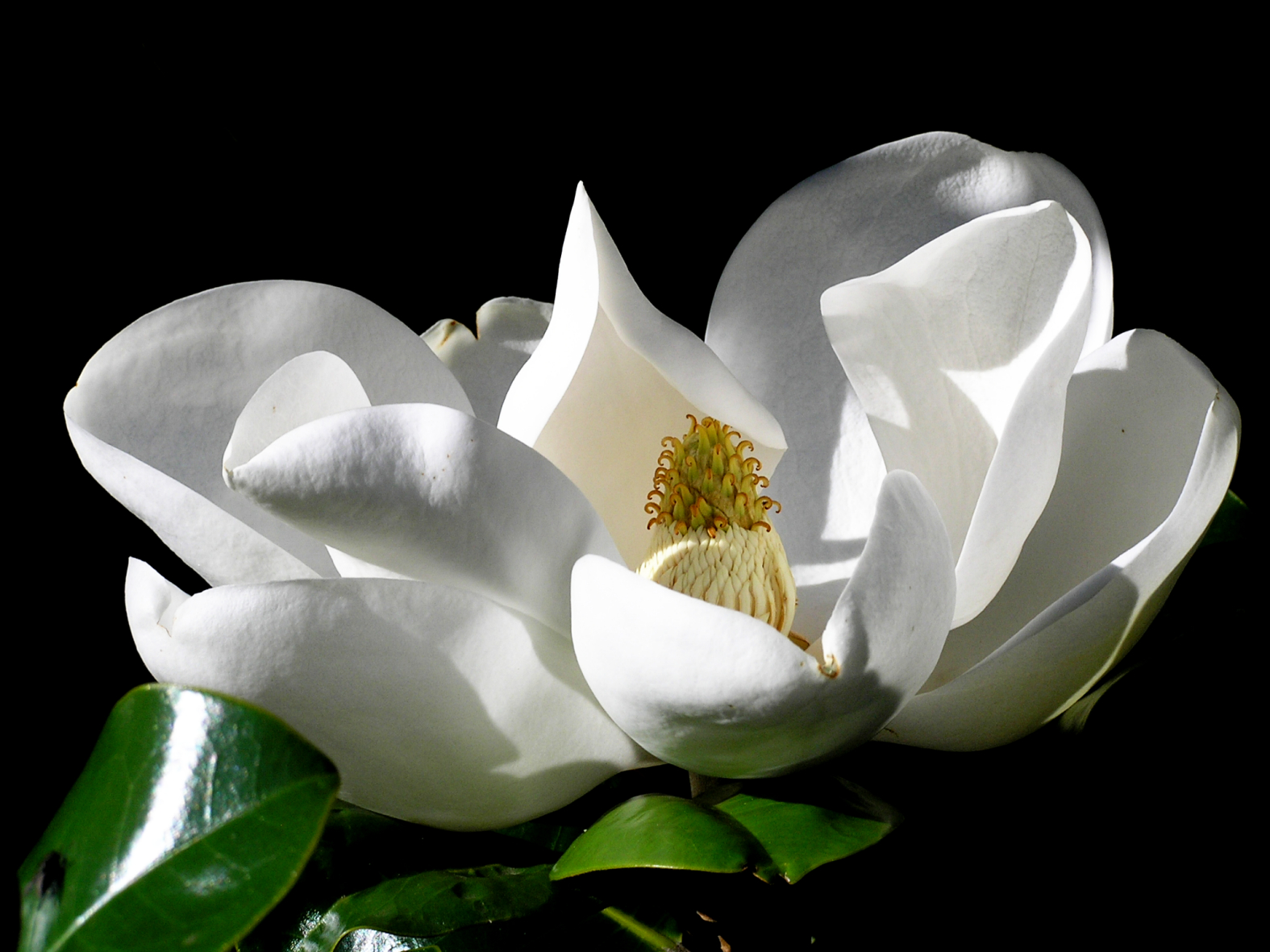
Một bông hoa "sen đất" giống như hoa ở chùa Bối Khê

Trong vườn chùa Bối Khê có hai cây sen đất, hoa thường có 9 đến 10 cánh lớn trắng ngần, hương thơm ngát, trông như đóa hoa sen, nhụy xanh vàng, ra hoa từ tháng tư đến tháng sáu âm lịch, nở khoảng một tuần mới tàn. Tương truyền, người ta đã từng sang chiết đem cây hoa này trồng ở nơi khác nhưng hầu như không sống được, nên người dân Bối Khê xem như báu vật của làng. Cây hoa sen đất này chính là hình ảnh "cành sen" trong các bài ca dao, dân ca mà thường bị nhầm lẫn rằng hoa sen thì không có cành như:
Đêm qua tát nước đầu đình
Bỏ quên cái áo trên cành hoa sen
hay như câu:
Lên chùa bẻ một cành sen
Ăn cơm bằng đèn đi cấy sáng trăng
Nhiều nguồn thông tin đã tùy tiện cho rằng hiện nay chỉ ở chùa Bối Khê mới có loài hoa sen quý hiếm này, khiến cho cây sen đất chùa Bối Khê trở nên nổi tiếng. Trong thực tế, đây là một loài cây phổ biến trên thế giới, không có tài liệu nào nói nó khó trồng đến mức như thế. Cây sen đất này còn gọi là "Bạch liên sen", tên khoa học là Magnolia grandiflora, thuộc chi Mộc lan. Người Trung Quốc gọi là "Hà hoa ngọc lan" (荷花玉兰), Người Nhật gọi là "Thái sơn mộc" (泰山木 – Taisanboku). Ở Việt Nam, loài sen đất cũng được rất nhiều nhà sư chọn trồng, như trong khuôn viên chùa Quán Sứ có một cây, chùa Lý Quốc Sư cũng có một cây, nhưng cây ít được mọi người để ý tới bởi đều hiếm khi ra hoa. Trước đây, sen đất còn mọc bạt ngàn ở vùng cánh cung Đông Triều (Quảng Ninh), trên các dãy núi Yên Tử, núi Đỉnh Hương, núi Bảo Đài. Chứng tỏ loài sen đất này đã được lựa chọn để gắn liền với nhiều nơi tu hành đạo Phật và Thiền phái Trúc Lâm từ thời Lý - Trần.

### Hầm và địa đạo
Phía sau khuôn viên chùa còn lưu giữ hầm kiểu mẫu thời kỳ kháng chiến chống Pháp. Hầm được ông Vũ Song, Bí thư Thành ủy Hà Đông (cũ) chỉ đạo đào tháng 1 năm 1948, có ba ngách chính, thông tới điện Phật, chạy qua đền thờ Nguyễn Trực (gần chùa Bối Khê) và chạy vòng quanh làng Bối Khê. Hệ thống hầm là địa đạo quy mô, có tác dụng chuyển quân dưới lòng đất, là nơi phòng thủ vững chắc. Hiện nay, các hầm trong xã và các xã lân cận đều đã bị bịt chặt, duy chỉ có hầm trong chùa Bối Khê vẫn giữ được một cửa và địa đạo dài khoảng 7m. Tại căn hầm lịch sử này, dân làng Bối Khê đã tiêu diệt tổng cộng 372 lính Pháp. Căn hầm còn gắn liền với chiến tích của nữ du kích Phạm Thị Đe, người đã nằm 7 ngày liền trong hầm không có cơm ăn, nước uống khi quân Pháp đóng trong làng. Đến ngày thứ tám quân Pháp rút, bà gắng sức lên cửa hầm và bị ngất. Hiện nay, hầm Bối Khê đã được chỉnh trang và tu sửa lại 7m địa đạo.

## Di vật và điêu khắc
Hệ thống đồ thờ của chùa Bối Khê có số lượng tương đối lớn, có thể chia làm hai dạng chính:
- Đồ thờ nhân cách: Đồ thờ nhân cách gồm có tượng thờ và những thứ liên quan đến tượng. Tổng số tượng thờ có trong chùa là 92 pho. Có một số tượng bị mất, đã thay thế bằng tượng khác ít giá trị nghệ thuật hơn.
  - Tượng thờ ở Điện Phật: Tổng số có 27 tượng gỗ ở khu thờ Phật (20 pho ở Thượng điện, 4 pho ở Thiêu hương, 3 pho ở Tiền đường). Hai hành lang chạy song song có 18 tượng La Hán bằng đất.
  - Tượng thờ ở Điện Thánh: Tổng số 27 tượng gỗ, bố trí ở hai khu chính Đại Bái và Hậu Cung. Khu Đại bái có 13 pho đặt thành 4 cụm chia đều ở hai bên nối với hành lang. Tượng ở Hậu cung có 14 pho bằng gỗ, được chia thành 2 nhóm: một nhóm 4 pho ở hai nhang án chính giữa, nhóm kia 10 pho bố trí chia đều hai bên nhang án chính, hai gian chái, sát vách Hậu Cung.
- Đồ thờ phi nhân cách: Bao gồm nhang án và những thứ có liên quan, văn bia và sắc phong, sập đặt kiệu thờ, 2 chậu "cây mệnh" (theo cách gọi của dân làng), Đồ thờ tự ở Bối Khê khá nhiều, có một số đồ quý bị mất. Đồ bị mất gồm có 5 chân đèn gốm men, bát hương thời thời Mạc, tất cả đều có minh văn. Đồ thờ ở chùa Bối Khê hầu hết là di sản của thời Nguyễn. Một số đồ thờ có giá trị nghệ thuật: ban thờ đá hoa sen thời Trần, mảng đá móng bệ hoa sen chạm phong cách trang trí thời Lý, các bia đá từ Lê Sơ đến Nguyễn, hai cây hương đá.

Trong các pho tượng của chùa thì Tượng Quan Âm Nam Hải thời Mạc (hay còn gọi là Tượng Quan âm thiên thủ thiên nhãn, Quan âm nghìn mắt nghìn tay) có giá trị nghệ thuật cao nhất với bố trí nhịp điệu tay rất cân xứng và biến động. Tượng gỗ phủ sơn cao 2,53m (bệ gỗ 94 cm) đặt trên bệ đá hoa sen thời Trần. Hai bên đặt tượng Kim Đồng, Ngọc Nữ thời Nguyễn, cao 1,35m. Tượng Quan Âm ngồi tư thế bán Kiết già, áo không tay chạy lượn biên, gặp lá sen sau lưng, phía trước phủ qua vai chảy xuống lòng đùi, gập xô nhiều lớp trên mặt bệ. Bệ đài sen bốn tầng ken nhau, khối nở đều, dưới nữa là bệ lục giác có quỷ đội đài sen. Tượng có 14 tay với 7 đôi đối xứng qua thân:
| - Đôi thứ nhất: ngang đầu, nâng mặt trăng - mặt trời - Đôi thứ hai: cao vừa, ngón tay bắt ấn, đóng mở nửa vời, thu vào - búng ra - Đôi thứ ba: lòng bàn tay hướng về phía trước - Đôi thứ tư: chắp trước ngực | - Đôi thứ năm: đặt trên lòng - Đôi thứ sáu: đặt trên đầu gối tay ngửa, tay úp - Đôi thứ bảy: chống thẳng sau mông, các ngón khép lại và duỗi trên mặt bệ |

Sắc phong của chùa còn lưu giữ khá nhiều trong đó có các đạo sắc phong vào các năm Thịnh Đức (1656), Vĩnh Thọ (1660), Cảnh Trị (1670), Dương Đức (1674), Chính Hòa (1683), Vĩnh Thịnh (1710), Vĩnh Khánh (1730), Cảnh Hưng (1740, 1763, 1767, 1783), Chiêu Thống (1787), Minh Mệnh (1821), Thiệu Trị (1844), Tự Đức (1880), Đồng Khánh (1887), Duy Tân (1909). Chuông cổ còn hai quả đúc năm Thiệu Trị (1844) và Duy Tân (1908).

## Lễ hội
Lễ hội chùa diễn ra vào ngày 12 tháng Giêng âm lịch hằng năm. Tương truyền, Đức Thánh Bối khi còn sống vẫn đi lại giữa hai làng Tiên Lữ (làng Sở) và làng Bối Khê chỉ bằng vài bước chân. Đến năm 95 tuổi, Nhà sư Nguyễn Bình An cho đóng khám gỗ. Đêm 12 rạng ngày 13 tháng Chạp vào khám ngồi và dặn đệ tử là sau một trăm ngày thì mở ra xem, nếu thấy thơm thì rút mây làm tượng thờ, mà thối thì đổ ra sông Cái. Nhưng mới 21 ngày, dân đã hé khám xem. Thấy hào quang và hương thơm bèn kéo nhau lên chùa làm lễ. Hôm ấy là ngày mồng 4 tháng Giêng. Dân Bối Khê nghe tin cũng kéo lên, xin rước thi hài Thánh về quê Bối Khê, nhưng dân làng Sở không nghe. Cuối cùng, ngày 12 tháng Giêng, dân Bối Khê bèn xin duệ hiệu và rước bát nhang về thờ vọng. Từ đó dẫn đến việc kết chạ giữa hai làng Bối Khê - Tiên Lữ và là thành tố quan trọng của hội chùa Trăm Gian cũng như hội chùa Bối Khê.
Sự giao hảo kết chạ giữa hai làng Bối Khê và Tiên Lữ trải qua thời gian vẫn được duy trì cho đến nay. Sáng ngày mồng 4 tháng Giêng, đoàn đại biểu Bối Khê sang dự hội chùa Trăm Gian gồm 8 cụ ông và 8 cụ bà. Đoàn sang, được dân Tiên Lữ gọi là các cụ "sãi quan anh". Đến hội chùa Bối Khê 12 tháng Giêng, đoàn đại biểu của "tứ bích" Tiên Lữ gồm đại diện 4 thôn: Nội, Thượng, Phương Khê (xã Tiên Phương, Chương Mỹ) và thôn Thổ Ngõa (xã Tân Hòa, Quốc Oai), sang dự cũng có số người như vậy và cũng được gọi là "sãi quan anh".
Khi đón tiếp dân anh Bối Khê, làng Tiên Lữ bình chọn trong "tứ bích" mỗi thôn 2 người: phải là người cao tuổi, có uy tín trong dân, đạo cao đức trọng, đủ tư cách để tiếp các cụ sãi quan anh. Khi tiếp chuyện phải nói năng từ tốn, lễ độ, nhún nhường hàn huyên thân tình sau một năm xa cách. Việc đón tiếp dân anh gọi là chứa sãi. Chi phí chứa sãi được lấy từ 7 sào ruộng do làng cấp để tổ chức 2 bữa cơm (trưa ngày mồng 4, sáng ngày mồng 5) và một bữa nước (tối ngày mồng 4). Cỗ chứa sãi rất to, bày trên mâm vuông, hai tầng với đầy đủ các món chay như giò, nem, chả, xôi, chè... trưa ngày mồng 5 dân anh Bối Khê lại nhà.
Đến sáng 12 tháng Giêng, "tứ bích" lại cử đoàn sang dự hội chùa Bối Khê. Để đáp lại, dân anh Bối Khê mang pháo sang Tiên Lữ lễ thánh và tặng lan cảnh, các cụ Tiên Lữ lại mang những cây thông giống sang làm quà. Để đón tiếp các cụ sãi quan anh Tiên Lữ, dân Bối Khê cũng chọn đủ 8 người với tiêu chí tương tự như tứ bích. Chi phí chứa sãi ở Bối Khê cũng do dân làng lo đủ để tổ chức 3 bữa cơm nước tương tự. Trưa ngày 13 tháng Giêng, dân anh trở về thì hội Bối Khê cũng đi vào hồi kết.
Trong lễ hội chùa Bối Khê có rước lễ và hội thi đốt pháo đầu xuân trong nghi lễ đánh trống thiêng. Ngoài hội, ở chùa Bối Khê còn có những nghi lễ cầu mưa được tổ chức khi trời nắng mãi không mưa.

## Sự kiện

### Mất trộm cổ vật
Chùa Bối Khê với số lượng đồ thờ tự lớn và có giá trị nên đã nhiều lần bị mất cắp cổ vật. Năm cây đèn gốm thời Mạc có minh văn và nhiều tượng đã mất từ lâu. Ngày 13 tháng 3 năm 2020, chùa bị kẻ gian phá cửa lấy mất một pho tượng Thích Ca đản sinh bằng đồng màu đen, chiều cao khoảng 70–80 cm, vốn đặt tại gian Tam Bảo. Đây là lần thứ 3 pho tượng này bị lấy cắp. Hai lần mất trước đều được tìm thấy nguyên trạng và trả lại cho chùa.

### Xâm hại di tích
Chùa Bối Khê liên tiếp xảy ra tình trạng xây dựng mà không được phép của cơ quan có thẩm quyền, chưa được thẩm định theo quy định về di sản văn hóa, dẫn đến việc phá hỏng các di tích kiến trúc cổ. Đầu năm 2019, trụ trì chùa Bối Khê (sư cô Thích Đàm Phượng) cho đập hai cổng ngách hai bên gác chuông của chùa để xây dựng mới hai cổng có kích thước lớn, "uy hiếp" cả công trình chính là gác chuông cổ. Điều đáng nói là trụ sở Ủy ban nhân dân xã Tam Hưng nằm đối diện với chùa, nhưng không xử lý theo đúng chức trách.
Tháng 4 năm 2019, Bộ Văn hóa, Thể thao và Du lịch đã lần đầu tiên lập biên bản xử phạt hành chính một nhà sư (Thích Đàm Phượng) 20 triệu đồng về hành vi xây dựng trái phép, xâm phạm một di tích quốc gia. Tuy nhiên hai cổng ngách của chùa bị phá đi để xây mới là hai cổng được xây từ năm 2004, trên nền ruộng, móng rất yếu, qua 15 năm đã xuống cấp nhiều và có thể "sắp đổ đến nơi". Chính vì thế, cuối năm 2018, chuẩn bị cho mùa lễ hội sắp đến và mùa mưa bão sắp về, nhà sư Thích Đàm Phượng sẵn có tiền quyên góp từ dân nên quyết định phá đi xây lại theo nguyện vọng của chính người dân. Thanh tra Bộ đã kết luận: "Cái sai của họ là xây dựng mà không xin phép chứ đó là việc phải làm, không làm là hỏng, ảnh hưởng tới tính mạng người dân, không đảm bảo an toàn trong những ngày lễ hội đông người".
Bên cạnh đó, không chỉ nhà chùa mà chính Ban Quản lý đầu tư xây dựng huyện Thanh Oai cũng cho xây dựng những hạng mục trái phép như: sân đá trước ngũ môn được lát mới, lát nền đá sân chùa, xây bê-tông ở gốc cây cổ thụ, dựng đèn điện chùm. Sân mới nhiều chỗ dở dang, nhếch nhác, không hoàn thiện. Hệ thống đèn chiếu sáng trong sân như ở công viên, không phù hợp cảnh quan di tích, làm hỏng cảnh quan di tích. Chính quyền xã Tam Hưng và huyện Thanh Oai đều đã nhận trách nhiệm vì để xảy ra sai phạm.